# 内施维茨
内施维茨（德語：Neschwitz）是德国萨克森州的市镇，隶属于包岑县。总面积为46.01平方千米，截至2023年12月31日总人口为2,362人。